# Ana Filipa Baptista
Ana Filipa Baptista 
(1990) é uma xadrezista portuguesa. Detém o título de Mestra FIDE. Venceu o Campeonato Português de Xadrez em 2008, 2009 e 2016 e participou da Olimpíada de Xadrez em Calvià 2004, Turim 2006, Dresda 2008 e Istambul 2012.